# 圣方济各神魂超拔 (阿西西)
《圣方济各神魂超拔》（San Francesco in estasi）是乔托的一幅湿壁画，位于亚西西的圣方济各上层圣殿内，是《圣方济各生平组画》二十八幅中的第十二幅，绘制于1295-1299年，其尺寸为2300 x 270厘米.
画面描绘一群修士们看到方济各正在热切祈祷时，从地上爬起来，伸出双手，在云中上升，天主在右上角祝福他。身后高耸的建筑突出了上升的态势。

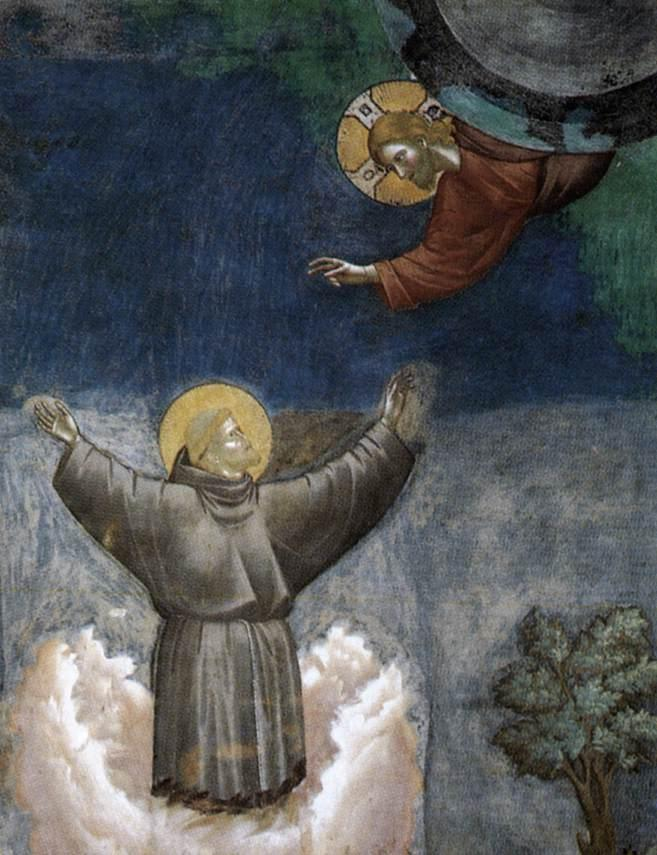